# Liliane Silva

Liliane Aparecida da Silva, mais conhecida como Liliane Silva (São Paulo, 29 de junho de 1984), é uma treinadora de futebol de salão brasileira. Formada em Educação Física, atualmente é treinadora da equipe do Independente F.C. da cidade de Mauá.

## Carreira

### Início
Iniciou como atleta jogando basquetebol chegando ao profissionalismo da modalidade. Como técnica de futebol de salão afirma utilizar técnicas e táticas vivenciadas no basquetebol.
Com uma coleção invejável de conquistas como treinadora dirigindo a equipe do Independente F.C., chamou a atenção da Confederação Nacional de Futebol de Salão que lhe conferiu o cargo de treinadora da Seleção Brasileira em 2012.

### Seleção Brasileira
Em 2012, conquistou seu primeiro título como treinadora da seleção canarinho, o Pré-Mundial de seleções na Venezuela, carimbando o passaporte da Seleção Brasileira para o mundial de 2013.
Em 2013, Liliane Silva não conseguiu repetir as boas apresentações da Seleção Brasileira no II Mundial Feminino de Futebol de Salão na Colômbia e após a desclassificação do Brasil, na primeira fase da competição, Liliane Silva afastou-se do comando da Seleção Brasileira de Futebol de Salão Feminino (CNFS).

## Títulos
Independente F.C

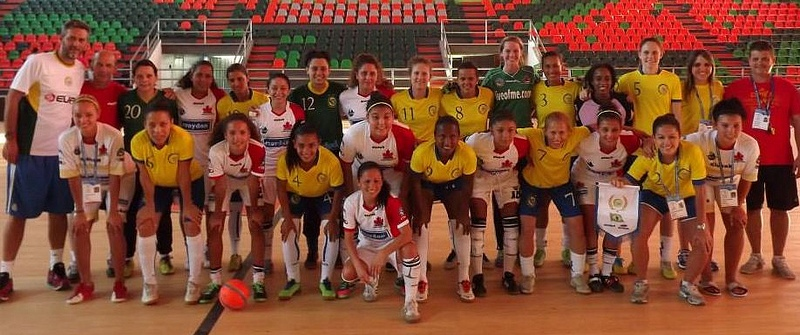
Amistoso entre as seleções do Brasil e do Canadá em 2013, na Colômbia; em pé (a direita), a treinadora Liliane Silva.

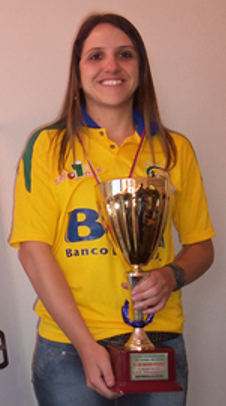
Liliane Silva de posse de sua conquista internacional, o troféu do Pré-Mundial da Venezuela, em 2012.

- Taça São Paulo de Futebol de Salão: 2007.
- Campeonato Municipal de Mauá: 2008, 2009, 2010 e 2011.
- Copa Sachs: 2009, 2010 e 2011.
- Copa Diarinho : 2010 e 2011.
- Jogos Regionais do Estado de São Paulo: 2010.
- Copa Kaizen de Futebol de Salão: 2011.[5]
- Copa Lero/Mega Sports de Futsal Feminino: 2013.

Seleção Brasileira
- Pré-Mundial Feminino de Futebol de Salão: 2012.[3]

### Campanha de destaque
Independente F.C
- Vice-campeão - Campeonato Paulista de Futebol de Salão: 2012 e 2013.[6]